# Izobutilenă
Izobutilena (denumită și izobutenă sau metilpropenă) este un compus organic cu formula chimică (CH3)2C=CH2. Este o alchenă cu catenă ramificată, fiind unul dintre cei patru izomeri ai butilenei. Este un gaz incolor, inflamabil și utilizat la nivel industrial.